# Obervogtei Überlingen
Die Obervogtei Überlingen war in napoleonischer Zeit eine Verwaltungseinheit im Südosten des Landes Baden. Sie bestand von 1803 bis 1807.

## Geschichte

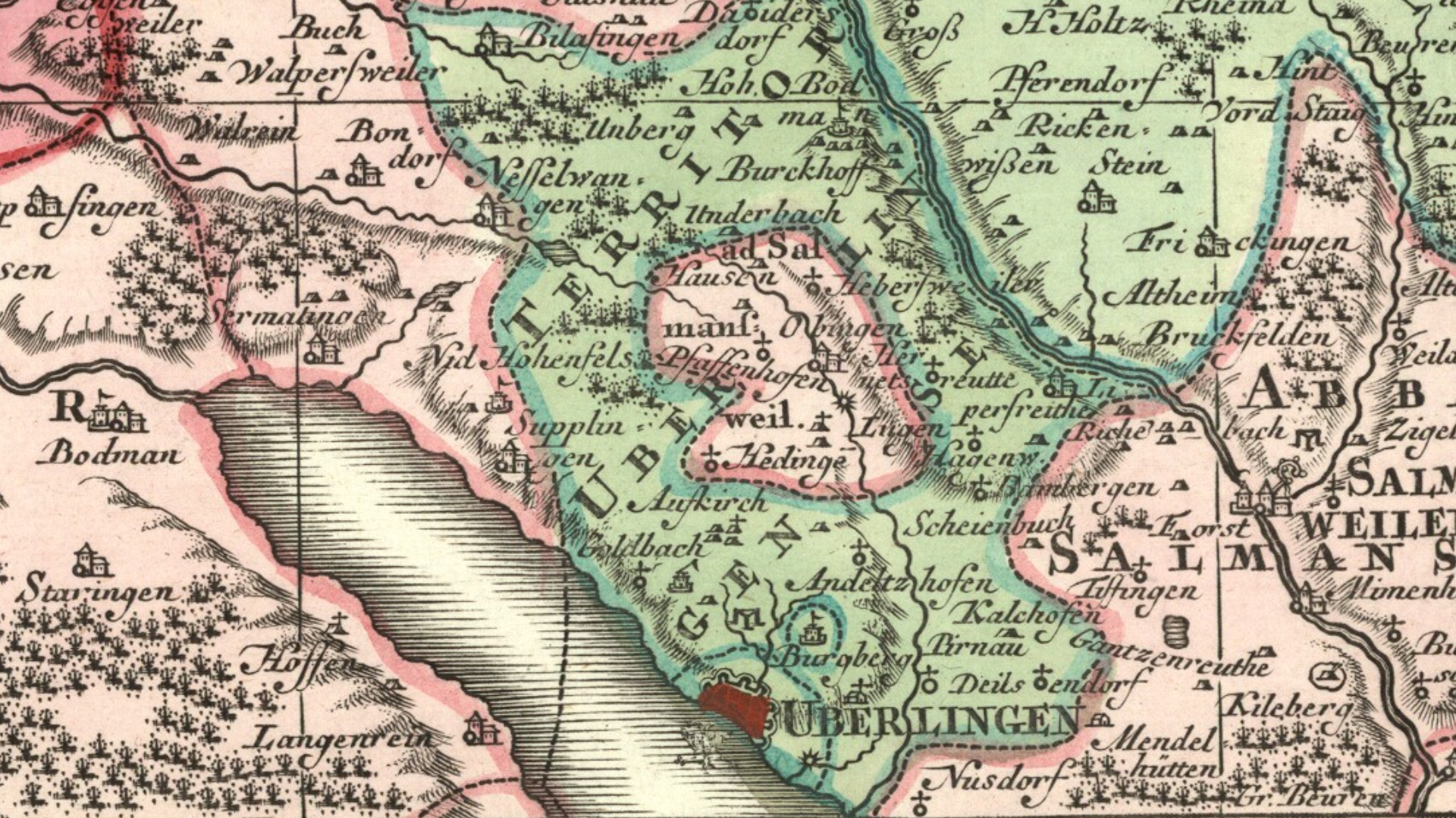
Das Gebiet der Freien Reichsstadt Überlingen auf einer Karte von 1725.

Zu Zeiten des Heiligen Römischen Reiches hatte sich ein vom nördlichen Ufer des Bodensees weit in das angrenzende Oberschwäbische Hügelland reichendes größeres, zusammenhängendes, reichsfreies Gebiet herausgebildet. Es setzte sich zusammen aus den Freien Reichsstädten Überlingen und Pfullendorf sowie den unter ihrer Herrschaft stehenden Territorien. Infolge des Reichsdeputationshauptschlusses 1803 wurden sie mediatisiert und der badischen Landeshoheit unterstellt. Dessen Regierung fasste sie zusammen zur Obervogtei Überlingen und ordnete sie, im Rahmen einer durch weitere Gebietsgewinne notwendig gewordenen neuen Verwaltungsstruktur des Landes dem Oberen Fürstentum am Bodensee mit Sitz in Meersburg zu.
Der mit der Leitung, als Obervogt, beauftragte Josef Edler von Chrismar hatte zuvor in Diensten des Hochstifts Konstanz gestanden. Gegliedert wurde die Obervogtei in zwei Ratsvogteien, die das jeweilige Stadtgebiet umfassten, und ebenso viele Ämter für die Orte des Umlandes. Deren Zuordnung richte sich nicht nach der historischen Zugehörigkeit, sondern nach der geographischen Lage. Bereits im Frühjahr 1804 wurden drei ehemals Überlinger Orte, die aufgrund der Nähe dem Obervogteiamt Pfullendorf zugeordnet worden waren, zum Obervogteiamt Überlingen umgegliedert. In der Folge wurde der Nordteil als Obervogtei Pfullendorf verselbstständigt.
Im Sommer 1807 wurde die Obervogtei aufgelöst, das Obervogteiamt unterstand nun direkt der Provinzverwaltung. Ende 1809 wurde ihm die bis dahin eigenständig gebliebene Stadtverwaltung zugeordnet.

## Weitere Entwicklung
Aus dem Obervogteiamt entstand 1810 das Amt Überlingen, 1813 das Bezirksamt Überlingen und 1939 der Landkreis Überlingen. Bei der Kreisreform 1973 kamen Überlingen und Umgebung zum Bodenseekreis.